# 王鑑 (畫家)
王鑑（1609年—1677年），字玄照，改字元照，号湘碧，又号染香庵主，直隸蘇州府太倉州人，明末清初畫家，“四王”之一。

## 生平
萬曆三十七年（1609年）出生。崇禎十一年（1638年）以曾祖王世貞蔭左府都事，十四年（1641年）出守廣東廉州府知府，世稱“王廉州”。十六年（1643年）罷廉州府知府，回歸故里，構室弇園。康熙十六年（1677年）卒。

## 家族
曾祖父王世貞；祖父王士騏；父王慶常，好聲色，以致於敗壞家產。

## 藝術成就

王鑑绘《梦境图》（北京故宫博物院藏）

由董其昌親自教授繪畫，董其昌向王鑑表示“學畫唯多倣古人”，“时从董宗伯、王奉常游，得见宋元诸名公墨迹”，與同鄉王時敏齊名，王時敏曾題王鑑画云：“廉州画出入宋元，士气作家俱备，一时鲜有敌手”。吴伟业将王時敏与董其昌、王鑑、李流芳、杨文骢、张学曾、程嘉燧、卞文瑜和邵弥合称为“画中九友”，並作《画中九友歌》。《清史稿·艺术》有传。

## 作品
《溪山深秀》軸，藏於台灣台北國立故宮博物院
《秋山圖》，藏於台灣台北國立故宮博物院
《倣趙孟頫茂林蕭寺圖》，藏於台灣台北國立故宮博物院
《花石盆蘭》軸，藏於台灣台北國立故宮博物院